# Nothobranchius fuscotaeniatus
Nothobranchius fuscotaeniatus är en fiskart som beskrevs av Seegers, 1997. Nothobranchius fuscotaeniatus ingår i släktet Nothobranchius och familjen Nothobranchiidae. IUCN kategoriserar arten globalt som otillräckligt studerad. Inga underarter finns listade i Catalogue of Life.